# Terateleotris aspro
Terateleotris aspro е вид лъчеперка от семейство Odontobutidae, единствен представител на род Terateleotris. Видът е застрашен от изчезване.

## Разпространение
Разпространен е в Лаос.